# Titanic (televisieserie)
Titanic is een vier afleveringen tellende miniserie, gebaseerd op de ramp met de Titanic. De serie is geproduceerd in Hongarije, het Verenigd Koninkrijk en Canada. Zij debuteerde op 21 maart 2012 op de Canadese zender Global Television Network, en vier dagen later in het Verenigd Koninkrijk en Ierland op ITV. In België is de reeks te zien op Eén en in Nederland op Veronica.
De serie is een van twee televisiedramaseries die in 2012 gemaakt zijn vanwege het feit dat in dat jaar de ramp precies 100 jaar geleden plaatsvond. De andere is Titanic: Blood and Steel. In totaal wordt de serie in 86 landen uitgezonden.

## Achtergrond
Titanic is een kostuumdrama. De serie werd geproduceerd door Nigel Stafford-Clark. Het scenario is geschreven door Julian Fellowes. De serie toont de reis en de ramp vanuit het perspectief van een groot aantal verschillende personages uit alle lagen van de samenleving. Elk van de afzonderlijke verhaallijnen eindigt binnen de eerste drie afleveringen met een cliffhanger, welke in de vierde aflevering verder wordt uitgewerkt.

## Plot

### Aflevering 1
Deze aflevering focust op de familie van de Graaf van Manton. Hij, zijn vrouw, en hun bedienden hebben al ruim van tevoren plaatsen geboekt, maar de graaf regelt op het laatste moment ook nog een plaats voor zijn dochter Georgiana. Georgiana verzet zich tegen haar sociale afkomst en is een groot voorvechter van vrouwenkiesrecht. Mevrouw Manton krijgt onderweg ruzie met het echtpaar John en Muriel Batley, terwijl Georgiana verliefd wordt op de zoon van een Amerikaanse miljonair. Wanneer de Titanic de ijsberg raakt, zoeken de Mantons naar een van de weinige reddingsboten die nog niet vol zit. Georgiana weet een boot te bereiken, maar mevrouw Manton wil haar man niet achterlaten.

### Aflevering 2
De aflevering begint met een conflict tussen de ontwerpers van de Titanic over de vraag hoeveel reddingsboten er aan boord moeten zijn. De Ier Jim Maloney wordt ingehuurd om een nieuw team samen te stellen om de Titanic voor te bereiden op haar reis, in ruil voor een gratis overtocht voor hem en zijn familie. Zijn vrouw Mary heeft twijfels over de emigratie. Aan boord ontmoet Jim een medepassagier genaamd Peter.
Ondertussen wordt duidelijk dat John en Muriel Batley een gespannen huwelijk hebben. Wanneer de Titanic de ijsberg raakt, komt de familie Maloney vast te zitten onderdeks. Dankzij Peter kunnen Mary en haar kinderen nog ontkomen en een reddingsboot bereiken, maar Peter en Jim blijven achter. De Batleys hebben eveneens geen geluk. Aan het eind van de aflevering proberen ze samen met een bemanningslid, genaamd Lighttoller, een omgeslagen reddingsboot weer rechtop te krijgen, terwijl het onderdek al vol water loopt.

### Aflevering 3
De Italiaanse stoker Mario Sandrini, broer van Paolo, weet een baantje aan boord van de Titanic te bemachtigen en zodoende ook zijn broer Paolo een plaats aan boord te geven. Paolo wordt verliefd op stewardess Annie Desmond. Ondertussen is te zien hoe Peter Mary het hof probeert te maken, tot woede van Jim.
Wanneer de Titanic begint te zinken, wordt Mario afgevoerd door vluchtende bemanningsleden en samen met enkele andere Italianen opgesloten in een kast. Bovendeks helpt de graaf van Manton Mary en haar kinderen te vluchten, maar Mary’s dochter Theresa raakt in paniek en belandt toch weer op het zinkende schip. Paolo brengt Annie naar een reddingsboot en gaat op zoek naar zijn broer.

### Aflevering 4
Meneer en mevrouw Rushton blijven alleen achter in de saloon van de eerste klasse terwijl hun tafelgenoten naar Gatti’s restaurant gaan. Aan Margaret Brown verteld Rushton later dat ze niet waren uitgenodigd. Jim en Mary praten over wat er met Lubov gebeurd is, en Mary verteld Jim dat ze tevreden is met haar huidige leven en niet per se een beter leven hoeft. Op de brug van het schip maakt eerste stuurman Murdoch zijn zorgen bekend over de snelheid van het schip. Paolo brengt Annie naar Mario.
Dan raakt de Titanic de ijsberg. Batley wekt zijn vrouw. Benjamin Guggenheim en zijn minares, madame Aubart, worden gewaarschuwd door hun dienaren. Watson raakt per ongeluk opgesloten in de hut van de Mantons. Ze wordt gered door Barnes. Wanneer ze naar een reddingsboot rent, geeft hij haar een envelop en de opdracht deze niet te openen tot ze veilig is. Lubov en Jim gaan op zoek naar Theresa, Jims dochter, maar wanneer Jim haar vindt is het al te laat om te ontsnappen. Ze kunnen alleen met z’n drieën achterblijven en wachten op wat gaat komen.
Mevrouw Rushton weigert een reddingsboot in te gaan zonder haar hond. Wanneer J.J. Astor alle honden uit de kennels op het schip vrijlaat, vindt ze haar hond en neemt hem mee de boot in. Paolo slaagt er met Lubovs hulp in zijn broer te bevrijden uit de kast. Lady Manton laat zich eindelijk overhalen een reddingsboot in te gaan. Op het laatste moment stapt ook Bruce Ismay aan boord. Batley en zijn vrouw proberen de laatste boot, die is omgeslagen, weer rechtop te tillen, maar het schip is al zo ver gezonken dat ze door een golf worden overrompeld. Paolo en Mario proberen naar de boot te zwemmen, maar raken elkaar in het water kwijt. Mario bereikt de omgeslagen reddingsboot en ziet hoe de Titanic doormidden breekt en geheel zinkt.
Na het zinken van de Titanic klampen meer mannen zich vast aan de boot, waaronder Jack Thayer. De Duff Gordons halen de bemanning in hun bijna lege reddingsboot over om beslist niet terug te gaan voor overlevenden. Tegen de tijd dat de andere reddingsboten eindelijk besluiten terug te keren, is het al te laat. Slechts drie overlevenden worden uit het water gehaald, waaronder Paolo en Lord Manton. Paolo sterft kort na zijn redding alsnog.
Uren later pikt de RMS Carpathia de overlevenden op.

## Productie
De serie werd opgenomen in de Stern Studios in Boedapest. Hier werden twee sets gebouwd voor het promenadedeck en het bovendek. Andere sets bedroegen die van de gangen en kamers, zoals de eetzaal en het ketelruim.
Voor de productie werd ook de grootste indoor watertank van Europa gebouwd; 900 vierkante meter.

## Rolverdeling
Titanic telt 89 personages

### Aflevering 1
| Acteur                 | Rol                        |
| ---------------------- | -------------------------- |
| Thomas Aldridge        | Steward Taylor             |
| Sally Bankes           | Mrs. Gibson                |
| Ben Bishop             | Stoker Lyons               |
| Glen Blackhall         | Paolo Sandrini             |
| Ruth Bradley           | Mary Maloney               |
| Dragoș Bucur           | Peter Lubov                |
| David Calder           | Captain Smith              |
| Stephen Campbell Moore | Thomas Andrews             |
| Jenna-Louise Coleman   | Annie Desmond              |
| Pandora Colin          | Countess of Rothes         |
| Olivia Darnley         | Bessie Allison             |
| Joséphine de La Baume  | Madame Aubart              |
| Tim Downie             | Policeman                  |
| David Eisner           | Benjamin Guggenheim        |
| Laurie Hagen           | Emma Sagesser              |
| Ryan Hawley            | Jack Thayer                |
| Celia Imrie            | Grace Rushton              |
| Toby Jones             | John Batley                |
| Linda Kash             | Molly Brown                |
| Christine Kavanagh     | Mrs. Thayer                |
| Will Keen              | Chief Officer Wilde        |
| Maria Doyle Kennedy    | Muriel Batley              |
| Diana Kent             | Eleanor Widener            |
| Antonio Magro          | Mario Sandrini             |
| Lyndsey Marshal        | Watson                     |
| Joseph May             | Giglio                     |
| Brian McCardie         | First Officer Murdoch      |
| Georgia McCutcheon     | Theresa Maloney            |
| Peter McDonald         | Jim Maloney                |
| Noah Reid              | Harry Elkins Widener       |
| Miles Richardson       | John Jacob Astor IV        |
| Linus Roache           | Hugh, Earl of Manton       |
| Lee Ross               | Barnes                     |
| Sophie Rundle          | Roberta Maioni             |
| Geraldine Somerville   | Louisa, Countess of Manton |
| Izabella Urbanowicz    | Alice Cleaver              |
| Steven Waddington      | Second Officer Lightoller  |
| Perdita Weeks          | Lady Georgiana Grex        |
| Peter Wight            | Joseph Rushton             |
| James Wilby            | J. Bruce Ismay             |
| Sophie Winkleman       | Dorothy Gibson             |

### Aflevering 2
| Acteur               | Rol                        |
| -------------------- | -------------------------- |
| Ben Bishop           | Stoker Lyons               |
| Glen Blackhall       | Paolo Sandrini             |
| Ruth Bradley         | Mary Maloney               |
| Dragoș Bucur         | Peter Lubov                |
| David Calder         | Captain Smith              |
| Jenna-Louise Coleman | Annie Desmond              |
| Simon Paisley Day    | Sir Cosmo Duff-Gordon      |
| Celia Imrie          | Grace Rushton              |
| Ralph Ineson         | Steward Hart               |
| Mark Lewis Jones     | David Evans                |
| Toby Jones           | John Batley                |
| Will Keen            | Chief Officer Wilde        |
| Grainne Keenan       | Laura Francatelli          |
| Maria Doyle Kennedy  | Muriel Batley              |
| Diana Kent           | Eleanor Widener            |
| Sylvestra Le Touzel  | Lady Duff-Gordon           |
| Antonio Magro        | Mario Sandrini             |
| Lyndsey Marshal      | Watson                     |
| Brian McCardie       | First Officer Murdoch      |
| Georgia McCutcheon   | Theresa Maloney            |
| Peter McDonald       | Jim Maloney                |
| Michele Moran        | Prostitute                 |
| Noah Reid            | Harry Widener              |
| Linus Roache         | Hugh, Earl of Manton       |
| Lee Ross             | Barnes                     |
| Geraldine Somerville | Louisa, Countess of Manton |
| Steven Waddington    | Second Officer Lightoller  |
| Perdita Weeks        | Lady Georgiana Grex        |
| Timothy West         | Lord Pirrie                |
| Peter Wight          | Joseph Rushton             |
| James Wilby          | J. Bruce Ismay             |
| Sophie Winkleman     | Dorothy Gibson             |

### Aflevering 3
| Acteur               | Rol                        |
| -------------------- | -------------------------- |
| Ben Bishop           | Stoker Lyons               |
| Glen Blackhall       | Paolo Sandrini             |
| Ruth Bradley         | Mary Maloney               |
| Dragoș Bucur         | Peter Lubov                |
| David Calder         | Captain Smith              |
| Jenna-Louise Coleman | Annie Desmond              |
| Colm Gormley         | Churchill                  |
| Jonathan Howard      | Sixth Officer James Moody  |
| Ralph Ineson         | Steward Hart               |
| Mark Lewis Jones     | David Evans                |
| Toby Jones           | John Batley                |
| John Kazek           | Steward Turnbull           |
| Will Keen            | Chief Officer Wilde        |
| Maria Doyle Kennedy  | Muriel Batley              |
| Diana Kent           | Eleanor Widener            |
| Antonio Magro        | Mario Sandrini             |
| Lyndsey Marshal      | Watson                     |
| Brian McCardie       | First Officer Murdoch      |
| Georgia McCutcheon   | Theresa Maloney            |
| Peter McDonald       | Jim Maloney                |
| Noah Reid            | Harry Widener              |
| Linus Roache         | Hugh, Earl of Manton       |
| Lee Ross             | Barnes                     |
| Geraldine Somerville | Louisa, Countess of Manton |
| Steven Waddington    | Second Officer Lightoller  |
| Perdita Weeks        | Lady Georgiana Grex        |
| James Wilby          | J. Bruce Ismay             |
| Sophie Winkleman     | Dorothy Gibson             |

### Aflevering 4
| Acteur                 | Rol                        |
| ---------------------- | -------------------------- |
| Thomas Aldridge        | Steward Taylor             |
| Tom Andrews            | Seaman Hawkins             |
| Ross Armstrong         | Seaman Penton              |
| Shane Attwooll         | Billy Blake                |
| Sally Bankes           | Mrs. Gibson                |
| Cian Barry             | Fourth Officer Boxhall     |
| Ben Bishop             | Stoker Lyons               |
| Glen Blackhall         | Paolo Sandrini             |
| Ruth Bradley           | Mary Maloney               |
| Paul Bridle            | Crewman Strickland         |
| Dragoș Bucur           | Peter Lubov                |
| David Calder           | Captain Smith              |
| Stephen Campbell Moore | Thomas Andrews             |
| Jenna-Louise Coleman   | Annie Desmond              |
| Pandora Colin          | Countess of Rothes         |
| Olivia Darnley         | Bessie Allison             |
| Simon Paisley Day      | Sir Cosmo Duff-Gordon      |
| Joséphine de La Baume  | Madame Aubart              |
| David Eisner           | Benjamin Guggenheim        |
| Laurie Hagen           | Emma Sagesser              |
| Ryan Hawley            | Jack Thayer                |
| Jonathan Howard        | Sixth Officer James Moody  |
| Lloyd Hutchinson       | Chief Steward Lattimer     |
| Celia Imrie            | Grace Rushton              |
| Ralph Ineson           | Steward Hart               |
| Toby Jones             | John Batley                |
| Linda Kash             | Molly Brown                |
| Christine Kavanagh     | Mrs. Thayer                |
| John Kazek             | Steward Turnbull           |
| Will Keen              | Chief Officer Wilde        |
| Grainne Keenan         | Laura Francatelli          |
| Maria Doyle Kennedy    | Muriel Batley              |
| Diana Kent             | Eleanor Widener            |
| Sylvestra Le Touzel    | Lady Duff-Gordon           |
| Dave Legeno            | Seaman Davis               |
| Antonio Magro          | Mario Sandrini             |
| Lyndsey Marshal        | Watson                     |
| Joseph May             | Giglio                     |
| Brian McCardie         | First Officer Murdoch      |
| Georgia McCutcheon     | Theresa Maloney            |
| Peter McDonald         | Jim Maloney                |
| Iain McKee             | Seaman Scott               |
| Ifan Meredith          | Fifth Officer Lowe         |
| Luke Norris            | Seaman Holmes              |
| Noah Reid              | Harry Widener              |
| Miles Richardson       | John Jacob Astor IV        |
| Linus Roache           | Hugh, Earl of Manton       |
| Lee Ross               | Barnes                     |
| Sophie Rundle          | Roberta Maioni             |
| Geraldine Somerville   | Louisa, Countess of Manton |
| Izabella Urbanowicz    | Alice Cleaver              |
| Steven Waddington      | Second Officer Lightoller  |
| Perdita Weeks          | Lady Georgiana Grex        |
| Peter Wight            | Joseph Rushton             |
| James Wilby            | J. Bruce Ismay             |
| Sophie Winkleman       | Dorothy Gibson             |